# Saint-Vincent-de-Boisset
Saint-Vincent-de-Boisset – miejscowość i gmina we Francji, w regionie Owernia-Rodan-Alpy, w departamencie Loara.
Według danych na rok 1990 gminę zamieszkiwało 811 osób, a gęstość zaludnienia wynosiła 197 osób/km² (wśród 2880 gmin regionu Rodan-Alpy Saint-Vincent-de-Boisset plasuje się na 898. miejscu pod względem liczby ludności, natomiast pod względem powierzchni na miejscu 1579.).